# Умор
Умор (болг. Умор) — князь Болгарії з роду Вокіл. Займав престол сорок днів у 766 році.
Умор є останнім правителем, що внесений до «Іменника булгарських правителів». Займав болгарський трон рекордно короткий час. Ймовірно, прийняв владу після того, як хан Сабін був змушений рятуватися втечею до Візантії. 
Правління Умора скінчилося через повстання, яке очолював Токту.